# Entesopatía

## Definición[1]
El fenómeno común de este grupo de artritis es la inflamación de la entesis o zona de inserción de los ligamentos y tendones en los huesos. Estas formas de artritis con frecuencia afectan a la columna vertebral, por lo que también recibe la denominación de espondiloartropatías.

## Mecanismos y causas
En este grupo se incluyen procesos inflamatorios primarios (espondilitis anquilosante) o secundarios (Artritis psoriásica). Las artritis reactivas aparecen de forma secundaria a la infección por diferentes microorganismos, aunque no es posible detectarlos en sangre ni en el líquido articular
La patogenia de estos trastornos es inmunológica, y desempeña un papel importante la asociación con la presencia de HLA B27.

## Consecuencias y manifestaciones
La entesitis se explica de forma unificadora, las principales manifestaciones clínicas de las espondiloartropatías.
Así, la inflamación de la entesis, con producción local de citocinas y otros factores inflamatorios, explica directamente la presencia de erosiones óseas en los lugares de inserción, pudiéndose extender al resto del hueso (sobre todo en las falanges distales). La afectación por continuidad de los ligamentos interóseos de las articulaciones intervertebrales y sacro-iliacas explican, respectivamente, la espondilitis y la sacroileítis.
Se manifiesta por dolor e impotencia funcional. La calificación de la parte externa del anillo fibroso secundaria a la inflamación produce la formación de sindesmofitos, visibles en la radiografía simple de columna, a la que dan un aspecto "en caña de bambú". Por otro lado, la extensión de la inflamación de los tendones es responsable de la tendinitis. La exudación del líquido al espacio subcutáneo es la responsable, en parte, de la dactilitis. Finalmente, con cierta frecuencia se da la coexistencia con sinovitis, aunque asimétrica y explicable como epifenómeno por la producción de citocinas en la entesitis.

## Tratamiento
El tratamiento del síntoma de entesopatía depende del padecimiento subyacente. Se usan antiinflamatorios no esteroides para manejar el padecimiento. Además, los programas de ejercicios son esenciales para mantener el rango de movimiento, la fuerza y la movilidad. La terapia física, u ocupacional, o ambas, también ayudan a disminuir la inflamación al prescribir terapias como ultrasonido, estimulación eléctrica, o hielo. El reposo de la articulación afectada durante períodos agudos ayudará a mitigar el padecimiento inflamatorio subyacente. Las inyecciones locales de corticosteroides también alivian con eficacia síntomas en sitios periféricos. El factor de necrosis tumoral puede usarse como un tratamiento experimental para controlar la inflamación de entesopatías a múltiples niveles en la columna vertebral.

## Plazos de recuperación[7]
La recuperación dependerá de la gravedad de la lesión y de la condición física de la persona. La literatura habla que una entesopatía de nivel moderado puede durar como mínimo 3 meses y extenderse hasta los 6, sólo en casos excepcionales ésta puede llegar a ser de tratamiento quirúrgico. Muy importante es dejar en claro que la persona que sufre esta lesión deberá dejar de realizar actividad física, de seguir haciéndolo, debe asesorarse por un kinesiólogo, de otro modo, puede agravarse aún más la lesión, de ahí la necesidad de tomar precauciones y ante las más mínima molestia, acudir tempranamente a un médico traumatólogo.